# Maerua purpurascens
Maerua purpurascens är en kaprisväxtart som beskrevs av M. Thulin. Maerua purpurascens ingår i släktet Maerua och familjen kaprisväxter. Inga underarter finns listade i Catalogue of Life.